# Rio Terra Nova
O rio Terra Nova é um curso d'água que banha o estado de Pernambuco, no Brasil. Nasce no município de Cedro na divisa com o estado do Ceará, e desagua no rio São Francisco no município de Cabrobó.
A área de sua bacia hidrográfica mede 4.887,71 km², que corresponde a 4,97% da área do estado, envolve doze municípios dos quais três estão totalmente inseridos na bacia (Cedro, Salgueiro e Terra Nova).